# The Little Prospector (film 1915)
The Little Prospector è un cortometraggio muto del 1915 interpretato e diretto da Gilbert M. 'Broncho Billy' Anderson che già nel 1910 aveva prodotto e diretto un altro The Little Prospector.

## Produzione
Il film fu prodotto dalla Essanay Film Manufacturing Company. Venne girato a Niles. Gilbert M. 'Broncho Billy' Anderson, fondatore della casa di produzione Essanay (che aveva la sua sede a Chicago), aveva individuato nella cittadina californiana di Niles il luogo ideale per trasferirvi una sede distaccata della casa madre. Niles diventò, così, il set dei numerosi western prodotti da Anderson.

## Distribuzione
Distribuito dalla General Film Company, il film - un cortometraggio in una bobina - uscì nelle sale cinematografiche USA il 2 luglio 1915.